# Cadena montañosa de Palmira
La cadena montañosa de Palmira o cinturón de pliegues de Palmira (del inglés, Palmyra fold belt) es una singular formación montañosa en el centro geográfico de Siria, Palmira. Las montañas se formaron debido al empuje tectónico de la meseta de Alepo al norte y la placa arábiga al sur